# Qadirpur Ran
Qadirpur Ran (en ourdou : قادِرپُور راں) est une ville pakistanaise située dans le district de Multan, dans le nord de la province du Pendjab. C'est la quatrième plus grande ville du district. Elle est située à près de vingt kilomètres au nord-est de Multan.
La population de la ville a été multipliée par près de deux entre 1981 et 2017 selon les recensements officiels, passant de 11 740 habitants à 23 928. Entre 1998 et 2017, la croissance annuelle moyenne s'affiche à 1,7 %, inférieure à la moyenne nationale de 2,4 %. Selon le recensement de 2023, la population de la ville monte à 27 278 habitants.
|            | 1981 (rec.) | 1998 (rec.) | 2017 (rec.) | 2023 (rec.) |
| ---------- | ----------- | ----------- | ----------- | ----------- |
| Population | 11 740      | 17 520      | 23 928      | 27 278      |